# Atletica leggera ai Giochi della XV Olimpiade - 110 metri ostacoli

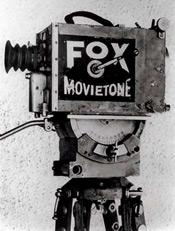
Video della Finale (ripresa dal basso)
Video della Finale (ripresa dall'alto)

La competizione dei 110 metri ostacoli maschili di atletica leggera ai Giochi della XV Olimpiade si è disputata nei giorni 23 e 24 luglio 1952 allo Stadio olimpico di Helsinki.

## L'eccellenza mondiale
| Campione olimpico 1948   | 13"9      | William Porter   | Ritirato |
| Primatista mondiale      | 13”5 1950 | Richard Attlesey | Assente  |
| Primatista stagionale    | 13”7      | Harrison Dillard | Presente |
| Vincitore dei Trials USA | 14”0      | Harrison Dillard | Presente |

1. ↑  Fino al 20 luglio.

## La gara
Harrison Dillard non aveva potuto partecipare a Londra 1948 per una caduta ai Trials. Quattro anni dopo ci riprova.

In batteria eguaglia il record olimpico con 13"9, battendo il connazionale Davis (14"0). Si preannuncia una lotta a due per l'oro.

Dillard vince la propria semifinale in 14"0; mentre Davis prevale nell'altra in 14"4, dopo una partenza non proprio azzeccata.

In finale Jack Davis commette una falsa partenza. Al secondo sparo scatta in testa Dillard; Davis gli rimane dietro per tutta la gara, sempre sul punto di affiancarlo e superarlo, ma Dillard non molla di un centimetro e conclude vittorioso la gara. Entrambi stabiliscono il nuovo primato dei Giochi.

Arthur Barnard, indietro di circa 4 metri, completa la tripletta statunitense.

## Risultati

### Turni eliminatori
| 6 Batterie   | 23 luglio | 30 partenti   | Si qualificano i primi 2. |
| 2 Semifinali | 24 luglio | 6 + 6         | Si qualificano i primi 3. |
| Finale       | 24 luglio | 6 concorrenti |                           |

### Batterie
| Pos. | Atleta           | Nazione          | Tempo Ufficiale | Tempo Ufficioso |
| ---- | ---------------- | ---------------- | --------------- | --------------- |
| 1    | Harrison Dillard | Stati Uniti      | 13"9            | 14"03           |
| 2    | Siergej Popov    | Unione Sovietica | 14"8            | 14"99           |
| 3    | Olivier Bernard  | Svizzera         | 15"1            | 15"29           |
| 4    | Erdal Barkay     | Turchia          | 15"2            | 15"34           |
| 5    | Edmundo Ohacho   | Cile             | 15"4            | 15"61           |
| 6    | Olli Alho        | Finlandia        | 15"4            | 15"63           |

| Pos. | Atleta              | Nazione          | Tempo Ufficiale | Tempo Ufficioso |
| ---- | ------------------- | ---------------- | --------------- | --------------- |
| 1    | Jewgienij Bulanchyk | Unione Sovietica | 14"4            | 14"65           |
| 2    | Edmond Roudnitska   | Francia          | 14"9            | 15"11           |
| 3    | Estanislao Kocourek | Argentina        | 15"0            | 15"20           |
| 4    | Risto Syrjänen      | Finlandia        | 15"4            | 15"63           |
| 5    | Juan Lebron         | Porto Rico       | 15"4            | 15"71           |
| 6    | Fouad Yazgi         | Egitto           | 16"1            | 16"26           |

| Pos. | Atleta            | Nazione     | Tempo Ufficiale | Tempo Ufficioso |
| ---- | ----------------- | ----------- | --------------- | --------------- |
| 1    | Jack Davis        | Stati Uniti | 14"0            | 14"23           |
| 2    | Stanko Lorger     | Jugoslavia  | 14"8            | 15"08           |
| 3    | Samuel Anderson   | Cuba        | 15"1            | 15"24           |
| 4    | Wolfgang Troßbach | Germania    | 15"1            | 15"24           |
| 5    | Téofilo Davis     | Venezuela   | 15"7            | 15"96           |

| Pos. | Atleta                | Nazione       | Tempo Ufficiale | Tempo Ufficioso |
| ---- | --------------------- | ------------- | --------------- | --------------- |
| 1    | Kenneth Doubleday     | Australia     | 14"5            | 14"65           |
| 2    | Frederick John Parker | Gran Bretagna | 14"8            | 15"08           |
| 3    | Gordon Crosby         | Canada        | 14"8            | 15"11           |
| 4    | Téofilo Colón         | Porto Rico    | 15"2            | 15"48           |

| Pos. | Atleta           | Nazione   | Tempo Ufficiale | Tempo Ufficioso |
| ---- | ---------------- | --------- | --------------- | --------------- |
| 1    | Raymond Weinberg | Australia | 14"4            | 14"62           |
| 2    | Väinö Suvivuo    | Finlandia | 14"9            | 15"21           |
| 3    | Jörn Gevert      | Cile      | 15"2            | 15"44           |

| Pos. | Atleta            | Nazione       | Tempo Ufficiale | Tempo Ufficioso |
| ---- | ----------------- | ------------- | --------------- | --------------- |
| 1    | Arthur Barnard    | Stati Uniti   | 14"4            | 14"61           |
| 2    | Peter Hildreth    | Gran Bretagna | 14"7            | 14"94           |
| 3    | Michitaka Kinami  | Giappone      | 15"0            | 15"31           |
| 4    | Ingi Þorsteinsson | Islanda       | 15"6            | 15"76           |
| 5    | Jacques Dohen     | Francia       | 15"7            | 16"02           |
| 6    | Jean Fonck        | Lussemburgo   | 16"1            | 16"35           |

### Semifinale
| Pos. | Atleta            | Nazione          | Tempo Ufficiale | Tempo Ufficioso |
| ---- | ----------------- | ---------------- | --------------- | --------------- |
| 1    | Harrison Dillard  | Stati Uniti      | 14"0            | 14"15           |
| 2    | Arthur Barnard    | Stati Uniti      | 14"2            | 14"44           |
| 3    | Kenneth Doubleday | Australia        | 14"5            | 14"74           |
| 4    | Siergej Popov     | Unione Sovietica | 14"7            | 15"04           |
| 5    | Edmond Roudnitska | Francia          | 14"9            | 15"15           |
| 6    | Peter Hildreth    | Gran Bretagna    | 14"9            | 15"15           |

| Pos. | Atleta                | Nazione          | Tempo Ufficiale | Tempo Ufficioso |
| ---- | --------------------- | ---------------- | --------------- | --------------- |
| 1    | Jack Davis            | Stati Uniti      | 14"4            | 14"62           |
| 2    | Jewgienij Bulanchyk   | Unione Sovietica | 14"5            | 14"70           |
| 3    | Raymond Weinberg      | Australia        | 14"6            | 14"99           |
| 4    | Stanko Lorger         | Jugoslavia       | 14"9            | 15"09           |
| 5    | Väinö Suvivuo         | Finlandia        | 14"9            | 15"31           |
| 6    | Frederick John Parker | Gran Bretagna    | 15"0            | 15"31           |

### Finale
| Pos.    | Corsia | Atleta              | Età | Nazione          | Tempo Ufficiale | Tempo Ufficioso |
| ------- | ------ | ------------------- | --- | ---------------- | --------------- | --------------- |
| Oro     | 4      | Harrison Dillard    | 29  | Stati Uniti      | 13"7            | 13"91           |
| Argento | 1      | Jack Davis          | 21  | Stati Uniti      | 13"7            | 14"00           |
| Bronzo  | 5      | Arthur Barnard      | 23  | Stati Uniti      | 14"1            | 14"40           |
| 4       | 2      | Jewgienij Bulanchyk | 30  | Unione Sovietica | 14"5            | 14"73           |
| 5       | 3      | Kenneth Doubleday   | 26  | Australia        | 14"7            | 14"82           |
| 6       | 6      | Raymond Weinberg    | 22  | Australia        | 14"8            | 15"15           |

Nel 1955 Dillard verrà premiato come migliore atleta USA dell'anno negli sport non professionistici («James E. Sullivan Award»).